# Bastón de mando

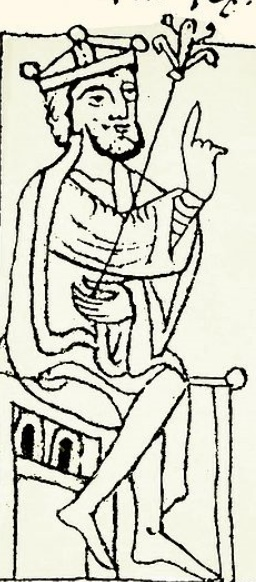
El rey de Aragón Ramiro I con la corona y la vara de mando de auctoritas. Miniatura del de Jaca (Aragón).

El bastón de mando (o vara de mando, también denominado manípulo) es un complemento protocolario que denota en la persona que lo porta, autoridad o mando sobre un grupo o colectivo identitario.

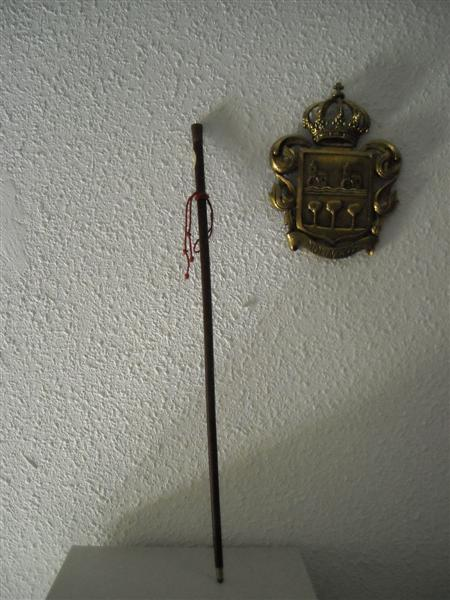
Bastón de mando del municipio español de Molinicos, en Albacete.

Sus antecedentes históricos arrancan en las primeras civilizaciones. En la monarquía española tradicional, al igual que en otras muchas monarquías, era un signo de representación de poder junto con la corona, el trono, la espada, o una columna para reforzar su fortaleza.
Actualmente son usados en todos los municipios españoles y de otros países por los alcaldes y los tenientes de alcaldes.
Hay otros estamentos civiles y militares en los que el protocolo histórico asigna bastón de mando a determinadas personalidades. En el caso de los militares, al general y al coronel; en el mundo judicial, al juez y al juez de paz.
Los colores de los cordones del bastón, con independencia del material del que esté hecho este, denotan el grado de autoridad de su portador.

## Makilavasco
En el País Vasco existe un tipo tradicional de bastón de mando. Es el makila, a veces escrito como maquila, maquilla o makhila. En la ceremonia de nombramiento del Lehendakari (o de los diputados generales y alcaldes) de la nacionalidad se hace entrega de un makila como símbolo del poder político.

### Etimología
«Makila», en euskera, significa literalmente «palo», «bastón de caminante», «vara» o «maza». La palabra tiene ciertas connotaciones, por ejemplo, en la forma verbal makilar, que viene a significar «a la porra», o los derivados makila-ukaldi, que significa «golpe de bastón» o «golpe de maza». El término, fuera del País Vasco, ha pasado a estar asociado con el bastón típico de los vascos.